# Njudung

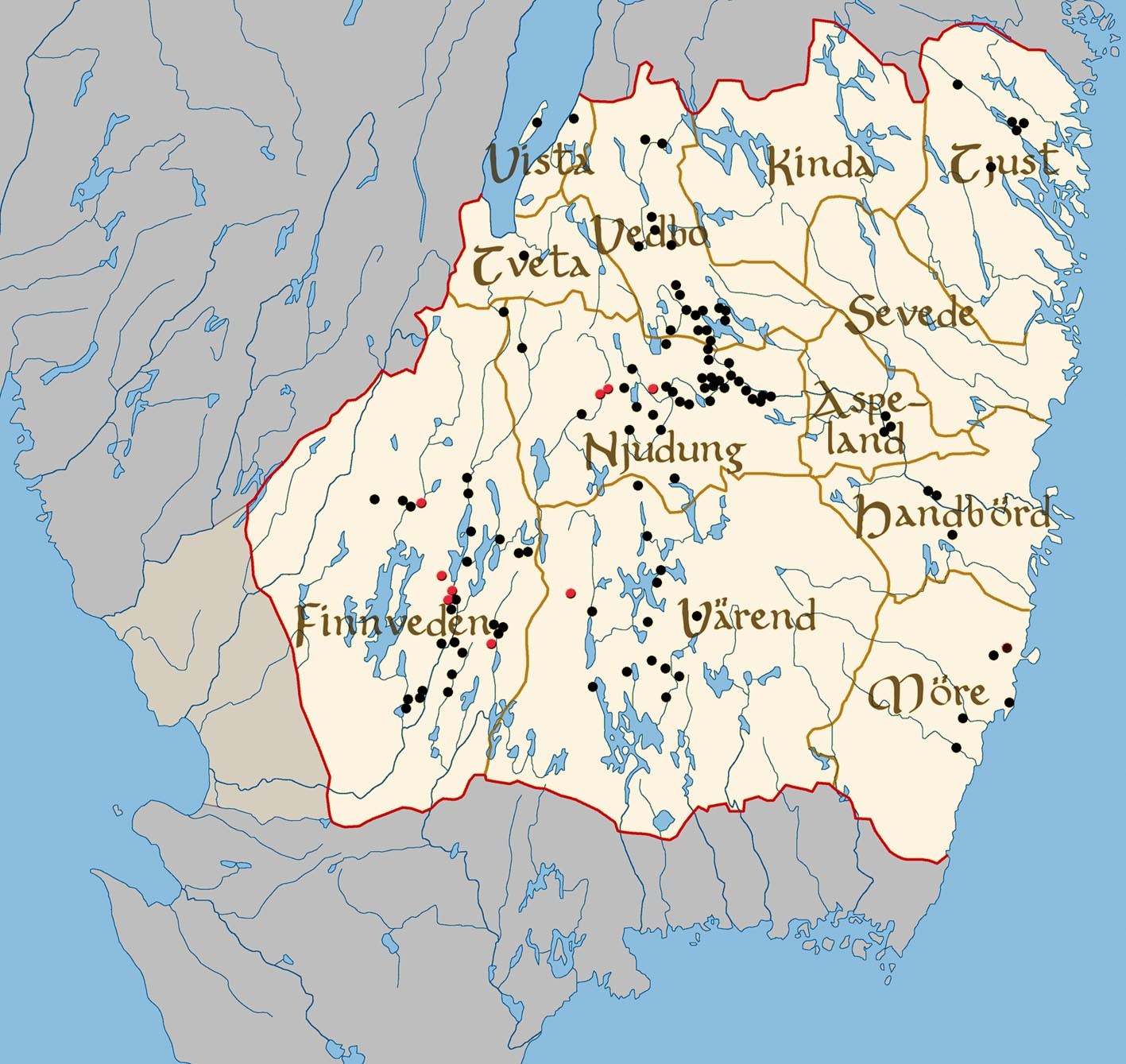
De olika bygderna i vikingatidens Småland. Röda och svarta punkter anger landskapets runstenar. Röda punkter visar på runstenar med texter om långväga färder.

Njudung var ett av de historiska små landen i Småland. Njudungs två härader, Västra och Östra härad, ingick redan på medeltiden i Tiohärads lagsaga. Njudung var beläget i nuvarande Jönköpings län. Idag omfattas Njudung till stor del av Sävsjö och Vetlanda kommun på Småländska höglandet men även stora delar av nuvarande Vaggeryds, Nässjö, Värnamo och Jönköpings kommun inkluderas i det gamla Njudungsområdet. Den tidigare centrala punkten i området var Komstad, utanför Sävsjö.
Trots att Njudung som administrativt område sedan länge förlorat sin status refereras det fortfarande till detta område vid namngivning och marknadsföring. Trots att trakterna runt Sävsjö var de främsta och mest betydelsefulla i det forna Njudung är det ofta i trakterna runt Vetlanda som detta namn lever kvar. Några exempel är Njudungsgymnasiet i Vetlanda med cirka 1300 elever och speedwaylaget Njudungarna, förr kallat Elit Vetlanda Speedway. Även orienteringsklubben OK Njudung.